# Рајко Којић
Радислав „Рајко“ Којић (Јарковац, 12. април 1956 — Београд, 11. април 1997) био је југословенски и српски соло гитариста, најпознатији као члан бенда Рибља чорба.

## Биографија

### Почетак
Рајко је започео своју каријеру 1973. године као гитариста у бенду Демони из Јарковца. Како бенд није имао бас-гитаристу, Рајко је понекад свирао и бас-гитару. Године 1974. се прикључује бенду МБГ и са њима свира само три концерта. Крајем 1975. се сели у Београд да би 1976. године са бившим чланом МБГ-а Боривојем Кнежевићем основао бенд МБГ 2. Којић касније упознаје Момчила Бајагића Бајагу и са њим оснива бенд Глогов Колац који је наступио само једном у селу Уљма. Након распада тог бенда, на позив Мише Алексића, Рајко се прикључује бенду SOS.

### Рибља чорба
Године 1978. Којић, Алексић и Вицко Милатовић из SOS-а, заједно са Бором Ђорђевићем из састава Рани Мраз оснивају бенд Рибља чорба. Ова постава бенда је постигла огроман успех већ са првим синглом Лутка са насловне стране/Он и његов BMW, те су их поједини критичари упоређивали са тада већ веома популарним сарајевским бендом Бијело дугме. Бора Ђорђевић је закључио да је потребна још једна гитара да учврсти звук бенда и тиме заустави било каква поређења са Бијелим Дугметом. Тада се, на препоруку Рајка Којића, бенду придружује и Момчило Бајагић Бајага. Рајко Којић је са Рибљом чорбом до напуштања бенда лета 1984. године снимио 5 студијских албума и живи албум. Како је објављено у емисији Rockovnik, гитарски соло Рајка Којића у песми Кад ходаш се сматра једним од најлепших у Југословенској рок музици.

### Не буди ме без разлога
Године 1983. док је Вицко Милатовић био у ЈНА, Којић користи паузу у бенду и издаје мини-албум Не буди ме без разлога. Којић је написао музику, а Бора и Бајага текстове. На албуму су учествовали клавијатуриста Лаза Ристовски, басиста Неша Јапанац и Влајко Голубовић. Бора Ђорђевић је отпевао све песме. На том албуму су се нашле 4 нумере: Лажеш, Не буди ме без разлога, И то све из љубави и Грешник под небеском капом.

### После Рибље чорбе
После одласка из Рибље Чорбе, Којић се појављивао јако ретко, свирао је са Бајагом и Инструкторима на албуму Јахачи магле 1986. године, написао део музике за песму Сад љубави више нема народног оркестра Свилен конац 1987. и учествовао као гост на албуму бенда Индијанци 1995. године.

### Смрт
Рајко Којић је умро у Београду, 11. априла 1997. године а сахрањен је у родном селу Јарковцу.